# D'Olne

Wapen van D'Olne

D'Olne is een geslacht waarvan leden sinds 1816 tot de Nederlandse adel behoorden en dat in 1891 uitstierf.

## Geschiedenis
De bewezen stamreeks begint met Matthieu Michel d'Olne wiens zoon Pierre Matthieu, die in 1646 luitenant-kolonel in dienst van de hertog van Lotharingen was, samen met zijn broer in 1646 werd verheven tot des H.R.Rijksridder. Een zoon van de laatste, Guillaume d'Olne (1640-1716) werd heer van Olne en stierf op het kasteel van Olne te Luik. Bij Koninklijk Besluit van 16 februari 1816 werd een nazaat benoemd in de ridderschap van Limburg, met de titel van baron (die overging op al zijn afstammelingen).
Sinds het huwelijk van Eva Thérèse Florentine Freiin von Rhoe d'Obsinnich in 1707 met Guillaume-Philippe d'Olne kwam het Kasteel De Berckt te Baarlo in de familie; het draagt in de gevel van het poortgebouw nog het alliantiewapen van Eva Rhoe van Obsinnich en Guillaume-Philippe d'Olne. Het geslacht bleef nog tot 1830 eigenaar van De Berckt. Achtereenvolgens waren dat Willem Frederik d'Olne (†1784), Antoine Joseph (1755-1823), en Willem (1789-1869), burgemeester van Maasbree, die op Kasteel Scheres te Baarlo overleed. De laatste Nederlandse baron d'Olne was diens zoon, Josephus Ernestus Hubertus Wilhelmus d'Olne (1848-1891), lid van de Tweede Kamer der Staten-Generaal en van de Provinciale Staten van Limburg.